# Nowe Trzepowo
Nowe Trzepowo – wieś w Polsce położona w województwie mazowieckim, w powiecie płockim, w gminie Stara Biała.
W latach 1975–1998 miejscowość administracyjnie należała do województwa płockiego.
Dziadkowie brytyjskiej aktorki Jane Seymour, znanej z roli w serialu  Doktor Quinn, mieszkali w Nowym Trzepowie, zanim wyemigrowali do Wielkiej Brytanii.